# Juan José Gámez
Juan José Gámez Rivera (Puntarenas; 8 de julio de 1939-Pérez Zeledón; 25 de septiembre de 1997) fue un futbolista y entrenador costarricense.

## Trayectoria
Hijo de Juan Gámez Solano y Ernestina Rivera Montenegro, jugó con los juveniles de Unión Deportiva Tibaseña y pasó toda su carrera mayor jugando en el Alajuelense, con quien ganó 4 títulos de liga. Jugó más de 200 partidos de liga para la Liga y 121 partidos internacionales.

## Selección nacional
Fue internacional con Costa Rica, jugando 45 partidos y anotando 7 goles. Debutó en una amplia victoria de 6-1 contra Honduras el 
14 de diciembre de 1959.

## Trayectoria como entrenador
| Club                       | País       | Año       |
| -------------------------- | ---------- | --------- |
| LD Alajuelense             | Costa Rica | 1974-1976 |
| Costa Rica                 | Costa Rica | 1976-1978 |
| LD Alajuelense (asistente) | Costa Rica | 1979-1981 |
| CS Cartaginés              | Costa Rica | 1982-1986 |
| AD Municipal Curridabat    | Costa Rica | 1987      |
| Costa Rica sub-20          | Costa Rica | 1987-1989 |
| LD Alajuelense             | Costa Rica | 1989-1991 |
| Generaleña                 | Costa Rica | 1991      |
| Municipal Pérez Zeledón    | Costa Rica | 1992-1996 |
| Costa Rica                 | Costa Rica | 1993      |
| CS Cartaginés              | Costa Rica | 1996-1997 |

## Palmarés

### Como jugador

#### Títulos nacionales
| Título           | Equipo         | País       | Año  |
| ---------------- | -------------- | ---------- | ---- |
| Primera División | LD Alajuelense | Costa Rica | 1960 |
| Primera División | LD Alajuelense | Costa Rica | 1966 |
| Primera División | LD Alajuelense | Costa Rica | 1970 |
| Primera División | LD Alajuelense | Costa Rica | 1971 |
| Torneo de Copa   | LD Alajuelense | Costa Rica | 1974 |

#### Títulos internacionales
| Título                                  | Equipo     | Sede        | Año  |
| --------------------------------------- | ---------- | ----------- | ---- |
| Campeonato Centroamericano y del Caribe | Costa Rica | Cuba        | 1960 |
| Campeonato Centroamericano y del Caribe | Costa Rica | Costa Rica  | 1961 |
| Campeonato de Naciones de la Concacaf   | Costa Rica | El Salvador | 1963 |

### Como entrenador

#### Títulos nacionales
| Título           | Equipo        | País       | Año  |
| ---------------- | ------------- | ---------- | ---- |
| Segunda División | CS Cartaginés | Costa Rica | 1983 |
| Torneo de Copa   | CS Cartaginés | Costa Rica | 1984 |

#### Títulos internacionales
| Título                       | Equipo     | Sede      | Año  |
| ---------------------------- | ---------- | --------- | ---- |
| Torneo Sub-20 de la Concacaf | Costa Rica | Guatemala | 1988 |